# 让-克洛德·吉巴尔
让-克洛德·吉巴尔（法語：Jean-Claude Guibal，法語發音：[ʒɑ̃ klod ɡibal]；，1941年1月13日—2021年10月25日），法国政治人物。曾任芒通市长、国民议会议员等职。

## 生平
1963年毕业于巴黎高等商業研究學院。1965年毕业于巴黎政治学院。1967年至1969年曾在国家行政学院进修。随后加入法国民主联盟，进入政坛。1989年成功当选芒通市长。1997年加入共和党，在滨海阿尔卑斯省第四选区当选法国国民议会议员。2021年10月25日逝世。